# یادگیری نهفته

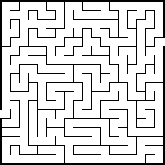
یادگیری نهفته توسط حیوانات برای پیمایش موثرتر در ماز استفاده می شود.

یادگیری نهفته (به انگلیسی: Latent learning) عبارتست از همخوانی محرک‌ها یا وضعیت‌های بی‌تفاوت، بدون هیچ‌گونه پاداش آشکار. به عبارت دیگر یادگیری نهفته نوعی یادگیری همخوان یا تداعی است که وجه مشخصهٔ اصلی آن فقدان ارائهٔ هیچ‌گونه پاداش یا تنبیه است. موارد یادگرفته‌شده از این طریق ممکن است در موقعیت‌های بعدی به کار جانور بیایند.
به عنوان نمونه، هنگامی که در ابتدا یک ماز را روبه‌روی محل زندگی یک موش صحرایی برپا کنیم؛ به‌طوری که حیوان بدون وجود پاداش غذا یا آب در ماز؛ صرفاً در آن به جست‌وجو بپردازد. سپس اگر به موش صحرایی آموخته شود که در ماز دویده و در انتهای آن پاداش غذا دریافت کند، بهتر از موش صحرایی دیگری که برای اولین‌بار گرسنه در ماز گذاشته شده عمل خواهد کرد.